# Colonnello
Il Colonnello (abbreviato col., dal latino columnella, piccola colonna di Soldati) è un grado militare in uso in molte Forze Armate mondiali, nonché in numerose forze di polizia e corpi paramilitari. Di norma è il massimo Grado degli Ufficiali Superiori, al comando di un Reggimento dell'Esercito.
In Francia il termine "Colonnello" si alternò a quello di "Maestro di Campo".

## Come grado più alto
Alcune Forze Militari hanno un Ufficiale del Grado di Colonnello come grado più alto, senza Ufficiali Generali e senza alcuna Autorità superiore (eccetto, eventualmente, il capo dello Stato come formale Comandante in Capo):
- Antigua e Barbuda (170 uomini)
- Benin (4.500 uomini)
- Città del Vaticano
- Costa Rica (circa 8.000 uomini)
- Gambia (1.900 uomini)
- Islanda (100 uomini, impiegati esclusivamente per missioni di pace)
- Lussemburgo (dispone di una sola forza armata, l'esercito, per un totale di 1.500 uomini)
- Principato di Monaco (due forze armate, per un totale di circa 250 uomini)
- Niger (8.000 uomini)
- Suriname (1.800 uomini)

## Italia
Il grado di colonnello è stato un grado cardine della gerarchia degli ufficiali superiori, poiché come il grado di capitano anche il "colonnello" ha generato altri due gradi che sono poi il suo vice, prima "luogotenente colonnello" e poi "tenente colonnello" e il colonnello brigadiere creato durante la prima guerra mondiale.
Praticamente presente da sempre nella struttura gerarchia italiana, è stato forse il grado più stabile fra quelli della piramide gerarchica identificandosi subito con il comando di un reggimento, cosa che permane ancora oggi nell'esercito del duemila.
La storia del grado ha due interpretazioni.
Nell'antico Piemonte del 1400/1500, quando l'Esercito non era sempre costituito ma si formava all'esigenza, attorno al nucleo di unità mercenarie sempre presenti, le regioni amministrative del Piemonte erano denominate Colonnellati, e in guerra fornivano il personale per unità mobilitate della forza approssimativa di un reggimento.
Per tornare all'antico Piemonte, nel 1566 con la parola "colonnello" si indicava anche un'unità formata da sei compagnie composte di più centurie e squadre armate di alabarda, picche, archibugi.
Altra strada è associare il significato di "colonnello" al termine spagnolo "coronel", coronato. La parola indicava lo stendardo reggimentale in uso presso le unità spagnole ornato della corona reale.

### Colonnello brigadiere
Nel Regio Esercito, nel corso della prima guerra mondiale, venne creato il grado di colonnello brigadiere per indicare il colonnello in comando di brigata, che, sul finire del conflitto venne trasformato in brigadier generale e inserito nella categoria degli ufficiali generali. Attualmente nell'Esercito Italiano pur non esistendo la figura del colonnello brigadiere esiste la figura del colonnello comandante di brigata, il cui distintivo di grado è uguale a quello del generale di brigata, ma con la stelletta di colore argento bordata di rosso.
Distintivo di grado per paramano di colonnello brigadiere e di brigadier generale del Regio Esercito

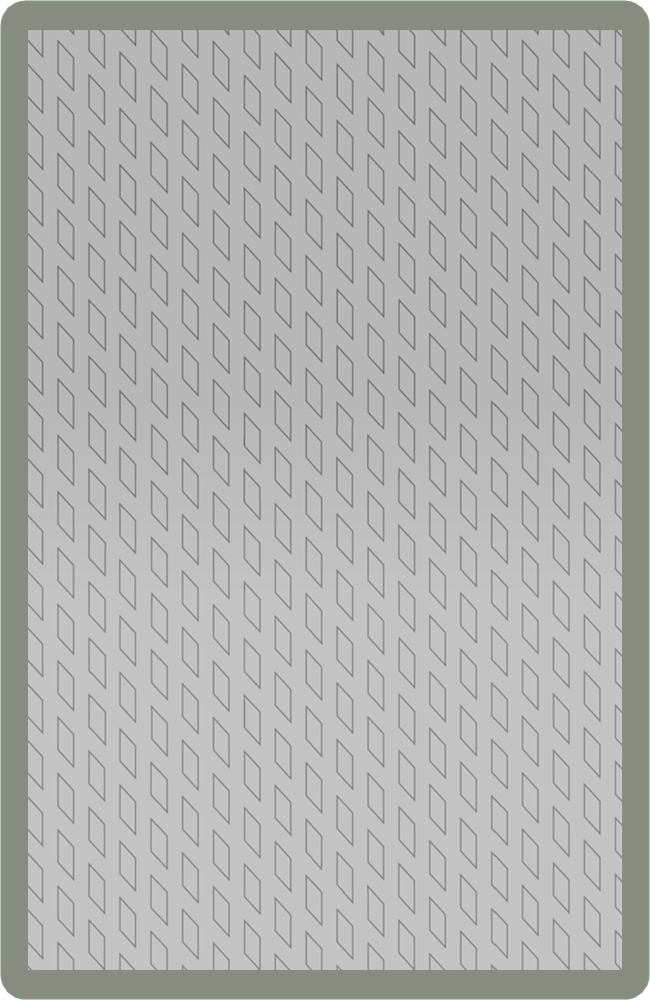
distintivo di colonnello brigadiere
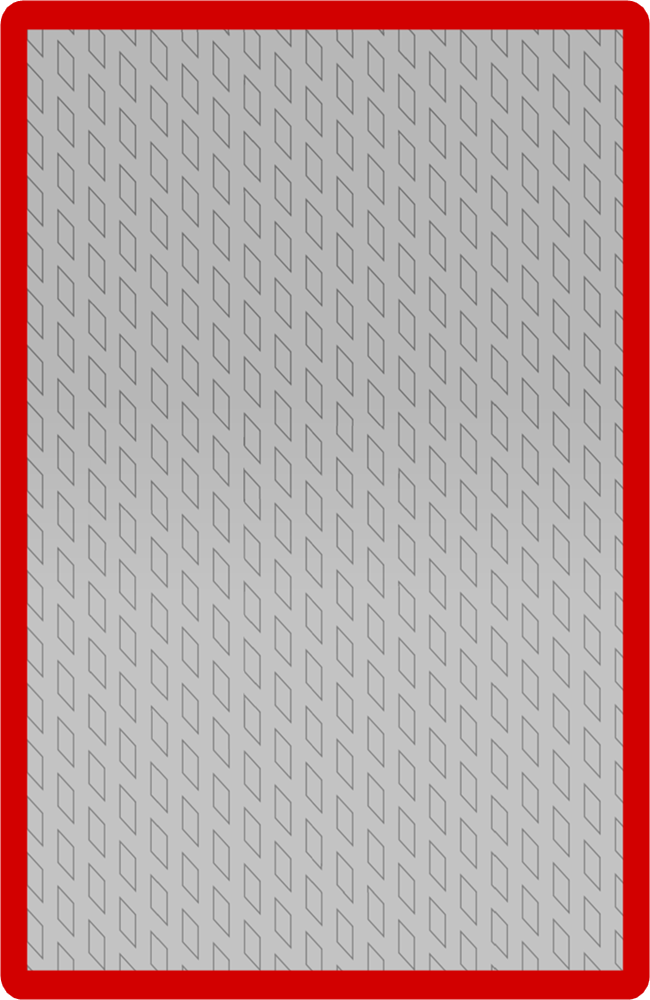
distintivo di brigadier generale

#### Regno delle due Sicilie
Nel Real Esercito del Regno delle Due Sicilie il grado di brigadiere era anche denominato colonnello brigadiere ed era superiore al grado di maggiore e inferiore al grado di maresciallo di campo. Il distintivo di grado era costituito da due spalline con ricamo d'argento con corona e un giglio in oro.

### Forze armate
Nelle forze armate italiane il grado di colonnello è in uso nell'Esercito, nell'Aeronautica Militare, nell'Arma dei Carabinieri e nei corpi militari della Guardia di Finanza, della CRI; il grado corrispondente nella Marina Militare è quello di capitano di vascello; nel Corpo dei cappellani militari dell'Ordinariato Militare in Italia il grado corrispondente per assimilazione è terzo cappellano capo.
Nell'esercito il colonnello trova il proprio impiego in comando quale vice comandante di brigata o comandante di reggimento o unità equivalente. Negli stati maggiori ricopre l'incarico di capo o sottocapo di stato maggiore (a seconda del rango della grande unità) o di capo ufficio negli organi centrali.
Il codice di corrispondenza, nella scala gerarchica delle forze armate dei Paesi membri della NATO, è OF-5.
Il grado di colonnello nell'Esercito Italiano, nell'Arma dei Carabinieri e nella Guardia di Finanza è costituito da tre stellette e una corona turrita.

#### Arma dei Carabinieri
Nell'Arma dei Carabinieri il distintivo di grado per controspallina di colonnello è costituito da una corona turrita argentata e da tre stellette argentate.

#### Aeronautica Militare
Nell'Aeronautica Militare, il colonnello trova il proprio impiego in comando quale comandante di stormo o unità equivalente. Il distintivo di grado per paramano di colonnello è costituito da un doppio binario, sormontato da due binari, e una losanga Negli stati maggiori gli incarichi sono analoghi a quelli dell'Esercito.

#### Marina Militare
Nella Marina Militare il distintivo di grado per paramano di capitano di vascello è costituito da un doppio binario, sormontato da due binari, e un giro di bitta.

#### Esercito Italiano
Nell'Esercito Italiano il distintivo di grado per controspallina di colonnello è costituito da una corona turrita dorata e da tre stellette dorate. Il colonnello comandante di reggimento ha le tre stellette bordate di rosso. Il colonnello con incarichi di comando staff del grado superiore, come ad esempio il colonnello comandante di brigata, ha lo stesso distintivo di generale di brigata/brigadier generale, ma con la stelletta di colore argento bordata di rosso; coloro che hanno ottenuto la promozione a colonnello a titolo onorifico hanno una delle tre stellette bordata di argento.
Esercito

distintivo di grado di colonnello
distintivo di grado di colonnello con funzioni del grado superiore
distintivo di grado di colonnello comandante di Reggimento
distintivo di grado di colonnello a titolo onorifico

Marina Militare, Aeronautica Militare, Arma dei Carabinieri

distintivo di grado per paramano di capitano di vascello della Marina Militare
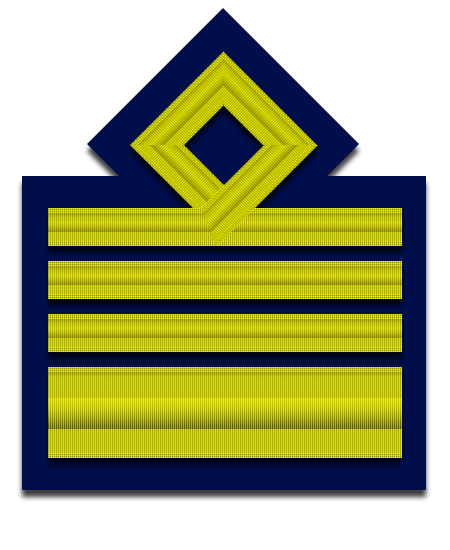
distintivo di grado per paramano di colonnello dell'Aeronautica Militare
Distintivo di grado per controspallina di colonnello dell'Arma dei Carabinieri

### Comparazione con le qualifiche dei corpi a ordinamento militare

Distintivo di grado per controspallina di colonnello della Guardia di Finanza
Distintivo di grado per controspallina di vice ispettrice nazionale del Corpo delle Infermiere Volontarie della Croce Rossa Italiana

### Comparazione con le qualifiche dei corpi a ordinamento civile
Nei corpi di polizia i "gradi" sono stati sostituiti dalle "qualifiche" solo in parte corrispondenti ai gradi militari vigenti nell'Esercito italiano, nell'Arma dei Carabinieri e nella Guardia di Finanza. L'art. 32 del decreto legislativo n. 298 del 2000 "Riordino del reclutamento, dello stato giuridico e dell'avanzamento degli ufficiali dell'Arma dei carabinieri, a norma dell'articolo 1 della legge 31 marzo 2000, n. 78", ha fissato la seguente equiparazione tra gradi e qualifiche:

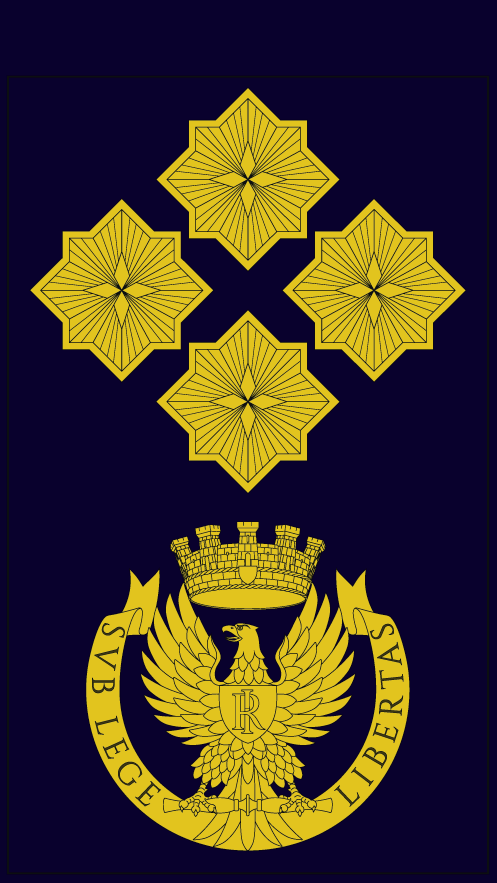
Distintivo di qualifica per controspallina di primo dirigente della Polizia di Stato
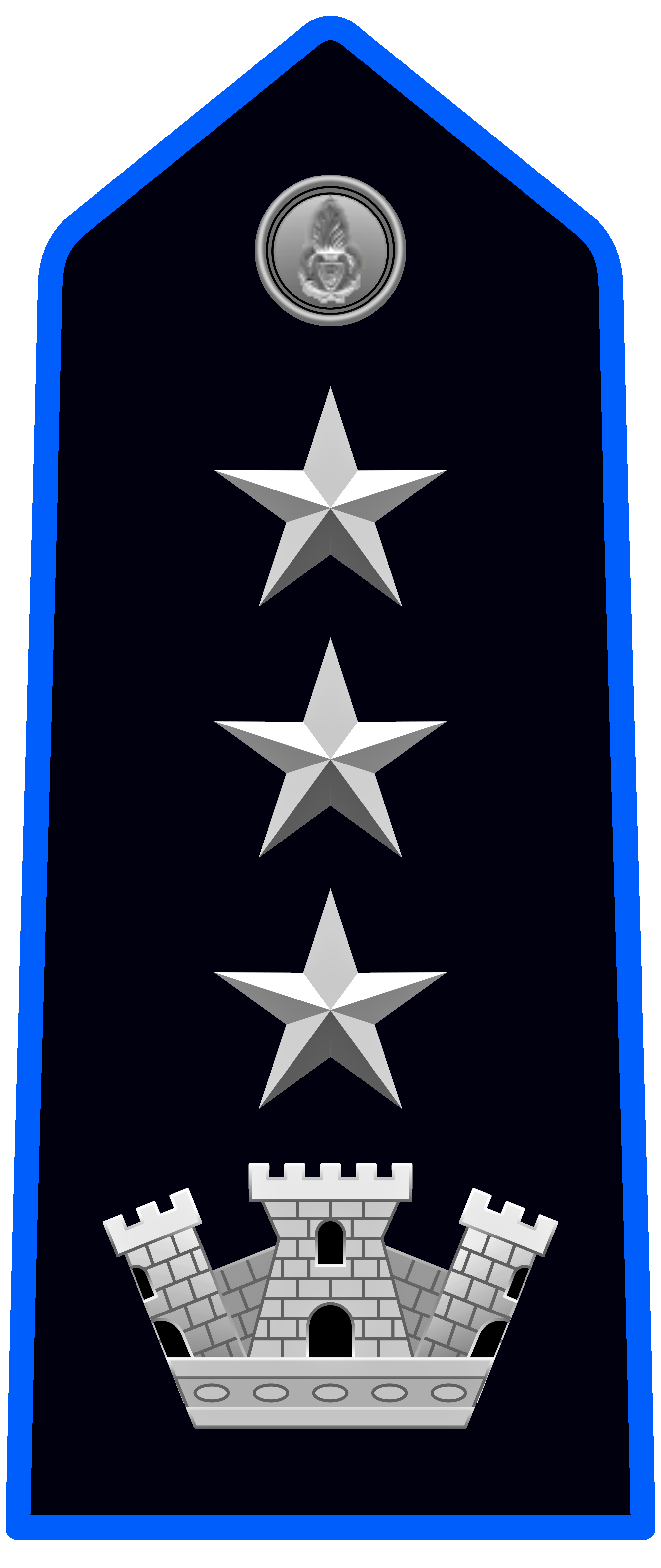
Distintivo di qualifica per controspallina di primo dirigente Polizia penitenziaria
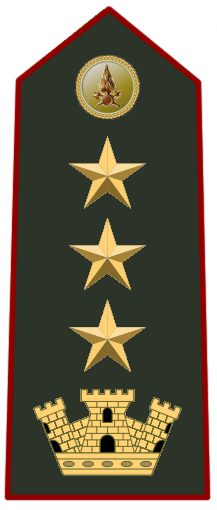
distintivo di qualifica per controspallina di primo dirigente del Corpo nazionale dei vigili del fuoco

### Regno delle Due Sicilie
Nel Real Esercito del Regno delle Due Sicilie il grado di colonnello era superiore al grado di tenente colonnello e inferiore al grado di brigadiere. Il distintivo di grado era costituito da due spalline con corona e tre gigli.

## San Marino

### Corpo della gendarmeria
Nella Gendarmeria sammarinese, il grado di colonnello è il grado militare più alto raggiungibile nel Corpo.

Insegna di grado di colonnello nel Corpo della gendarmeria della Repubblica di San Marino.

Il grado spetta anche al capo dello stato maggiore e all'ispettore generale. L'unico ad avere il grado di generale è il comandante superiore delle Milizie. Altri corpi militari sammarinesi a capo hanno dei capitani.

## Esercito svizzero
(IT) : Colonnello, (FR) : Colonel, (DE) : Oberst
Nell'Esercito svizzero, il grado di colonnello (abbreviato col) è attribuito ad un ufficiale superiore che può ricoprire diverse funzioni paragonabili per importanza al comando di un reggimento (ad esempio il comando di una scuola reclute o quadri, il comando di una piazza d'armi, il comando di una base aerea, il comando di un centro di competenza, ecc); ricevono altresì il grado di colonnello gli ufficiali di stato maggiore che ricoprono la funzione di "capo servizio" (ad esempio capo servizio artiglieria, capo servizio genio, ecc) nello stato maggiore di una divisione. Prima della riforma Esercito XXI, la funzione di comandante di reggimento (abbreviato rgt) era ricoperta da un colonnello.

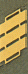
Distintivo vecchio
Distintivo attuale

## Argentina
In Argentina il grado di colonnello è Coronel. Esiste un grado intermedio tra il coronel e il general de brigada che è il Coronel Mayor che nella gerarchia militare dei gradi è un grado onorario conferito a colonnelli con maggiore anzianità nel loro grado o ai colonnelli che pur essendo stati promossi al grado successivo non hanno potuto avere incarichi nel grado per mancanza di posti vacanti per la loro carica. Il grado di Coronel Mayor è omologo nella Fuerza Aérea Argentina al grado di Comodoro mayor e nella Armada Argentina al grado di Comodoro de Marina. Nell'Esercito Italiano il grado è equiparabile al colonnello in comando di brigata o al colonnello a titolo onorifico.

## Brasile
In Brasile, Coronel è il grado che segue quello di Tenente Coronel e precede quello di General de Brigada nell'Esercito e nell'Aeronautica. L'equivalente nella Marina è Capitão de Mar e Guerra.
|                     |                   |                        |
| Exército Brasileiro | Marinha do Brasil | Força Aérea Brasileira |

## Paesi arabi
Nele forze armate dei Paesi arabi il grado omologo è Aqīd (arabo: عقيد); esiste poi un grado omologabole al colonnello in comando di brigata dell'Esercito Italiano denominato Amīd (arabo: عميد)  traslitterato: Aqīd) superiore al grado di colonnello (arabo: عقيد; traslitterato: Aqīd) e inferiore al generale di brigata (arabo: لواء; traslitterato: Līwa'ā).

### Egitto
Nell'esercito egiziano come negli altri eserciti dei paesi arabi la denominazione del grado è Aqīd (عقيد). Durante la dominazione ottomana la denominazione del grado era Qāʾim maqām (arabo: قائم مقام); il grado era inferiore al grado di Amiralay (arabo: أمير آلاي) omologo al Colonnello brigadiere del Regio Esercito. Amiralay (arabo: أمير آلاي) era un calco linguistico del turco ottomano Miralay o Mîr-i alay (turco ottomano: أمير آلاي), che era omologo al colonnello. Essendo l'Egitto, a partire dal 1882 diventato di fatto un protettorato britannico, all'epoca dei Chedivè e poi nel Regno d'Egitto il grado di Amiralay divenne omologo del brigadiere del British Army, a differenza del miralay dell'esercito ottomano che rimase omologo dell'attuale colonnello dell'attuale esercito turco. Dopo la rivoluzione egiziana del 1952, che ha abolito la monarchia e trasformato l'Egitto in una repubblica, in seguito alla ristrutturazione dei gradi dell'esercito egiziano del 1958 il grado di Qāʾim maqām (arabo: قائم مقام) venne sostituito, con il grado Aqīd e Amiralay con il grado di Amīd (arabo: عميد; letteralmente: Decano), omologo del brigadiere del British Army ed equiparabile al colonnello in comando di brigata o al colonnello a titolo onorifico dell'Esercito Italiano.

## Polonia
Il grado di pułkownik venne introdotto per la prima volta nell'esercito polacco nel XVII secolo per indicare un rotmistrz del Chorągiew di un reggimento, diventando alla fine dello stesso secolo un grado che, de facto, iniziò a indicare l'ufficiale al comando dell'intero reggimento. Nelle truppe mercenarie che combattevano nell'esercito della Confederazione polacco-lituana il grado equivalente a pułkownik era oberszter, ma nel XVIII secolo tale grado venne abolito e rinominato pułkownik. Nel periodo intercorrso tra la prima e la seconda guerra mondiale, nella Seconda Repubblica di Polonia, dominato dal movimento politico Sanacja creato nel 1926 dopo il colpo di Stato di maggio dal maresciallo Piłsudski come grande movimento per sostenere il "risanamento morale" del corpo politico polacco, un grande numero di ufficiali venne promosso al grado di pułkownik, spesso per ragioni politiche, tanto che il governo venne definito come regime dei colonnelli. Durante l'invasione della Polonia nel 1939 le divisioni dell'esercito polacco furono comandate da ufficiali di diverso grado che andavano dai colonnelli ai generali di corpo d'armata e di fatto ben 22 delle 42 divisioni polacche furono comandate da colonnelli nel 1939 e i pułkownicy (plurale di pułkownik) arrivarono a comandare unità di varie dimensioni, dal battaglione alla divisione.
Nonostante Georgia, Lettonia e Lituania non siano paesi slavi, essi sono stati notevolmente influenzati dalla cultura slava.

## Russia e Unione Sovietica
Polkovnik (in russo полковник?, in bulgaro полковник?, in polacco pułkownik, in ucraino полковник?, in bielorusso палкоўнік?, in ceco: plukovník, in lituano: pulkininkas, in lettone: pulkvedis; letteralmente "reggimentale"), termine di derivazione polacca, è divenuto il nome del grado militare diffuso nei paesi slavofoni omologo a quello di colonnello. 
Nell'Etmanato cosacco e nella Slobožanščina corrispondeva anche ad una carica amministrativa simile a governatore. Tuttavia, sebbene la parola venga solitamente tradotta come colonnello, il  polkovnik inizialmente era il titolo del comandante di un gruppo di truppe di un distretto (dallo slavo полк; traslitterato: polk), organizzate per la battaglia.

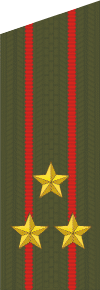
Distintivo di grado da colonnello delle Forze missilistiche strategiche (dal 2010)
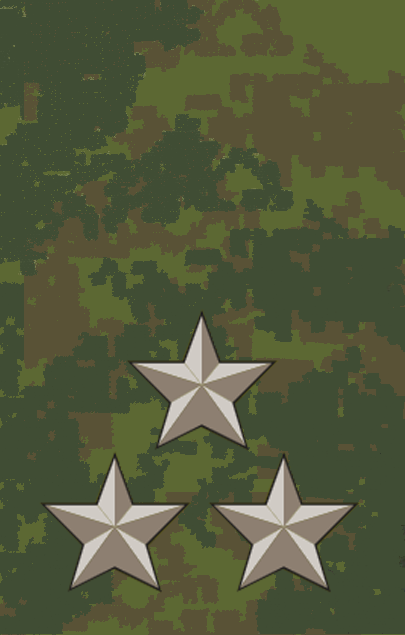
Distintivo a bassa visibilità per uniforme mimetica (dal 2010)
Distintivo di grado da colonnello di Polizia della Federazione Russa (dal 2013)

### Impero russo
Nel XVII secolo polkovnik divenne il titolo di un comandante di un reggimento di Strelizi; tale titolo venne assegnato anche ai comandanti di reggimento del nuovo esercito di Pietro il Grande e il grado venne confermato nella Tavola dei ranghi della Russia imperiale. La promozione al grado di polkovnik dava il privilegio di nobiltà ereditaria. Il grado di polkovnik venne abolito il 16 dicembre 1917, insieme a tutti i gradi precedenti e le insegne del vecchio Esercito Imperiale Russo.

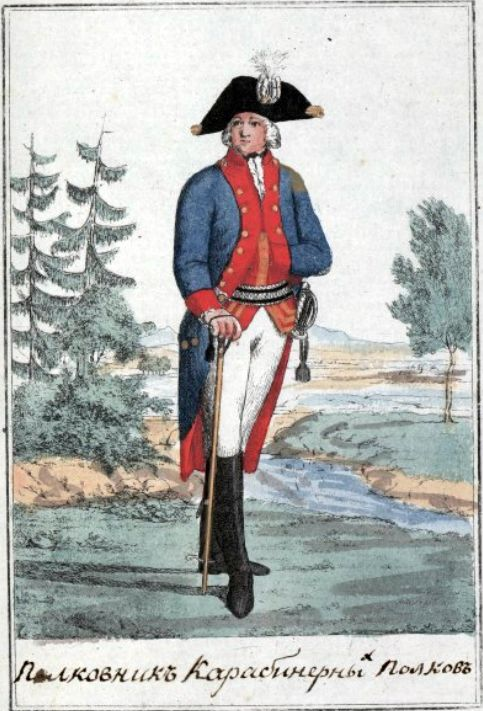
Polkovnik dell'Impero russo (1793)

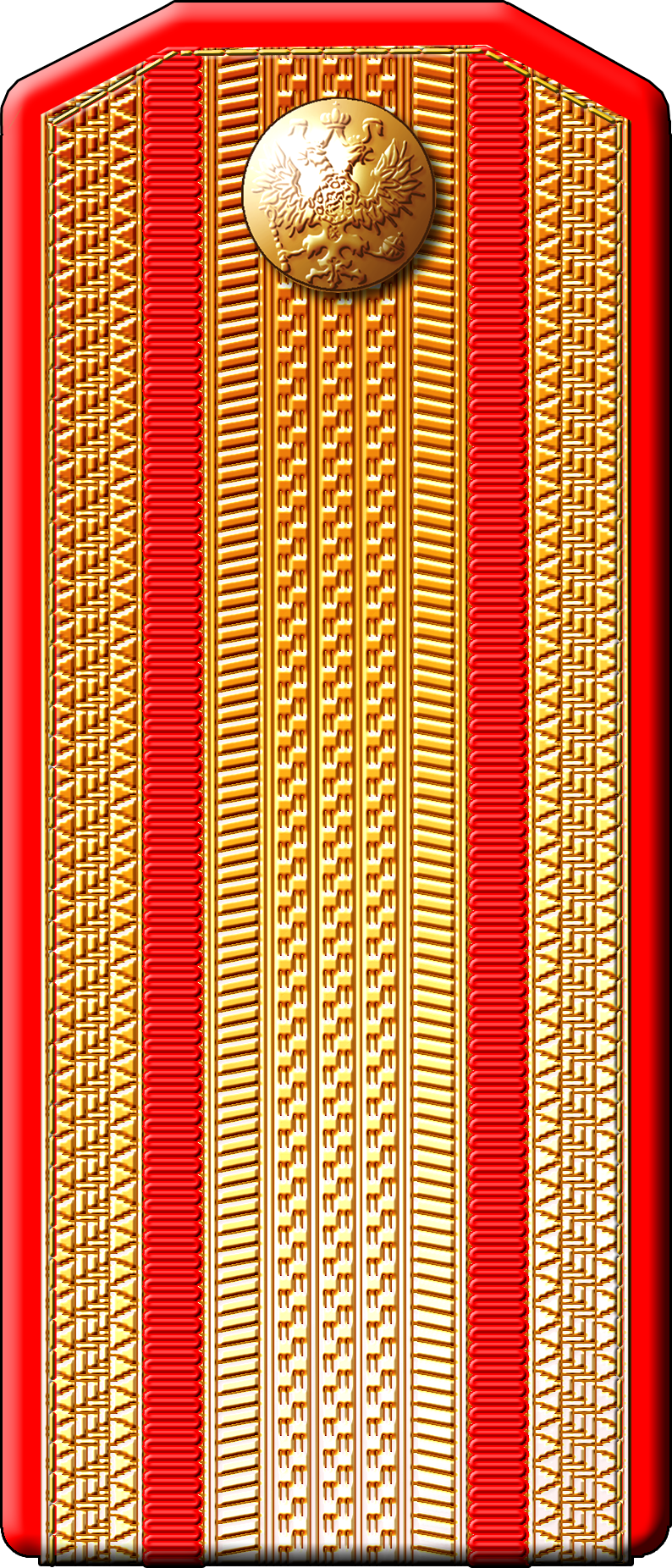
controspallina per polkovnik dell’Esercito imperiale russo until 1917
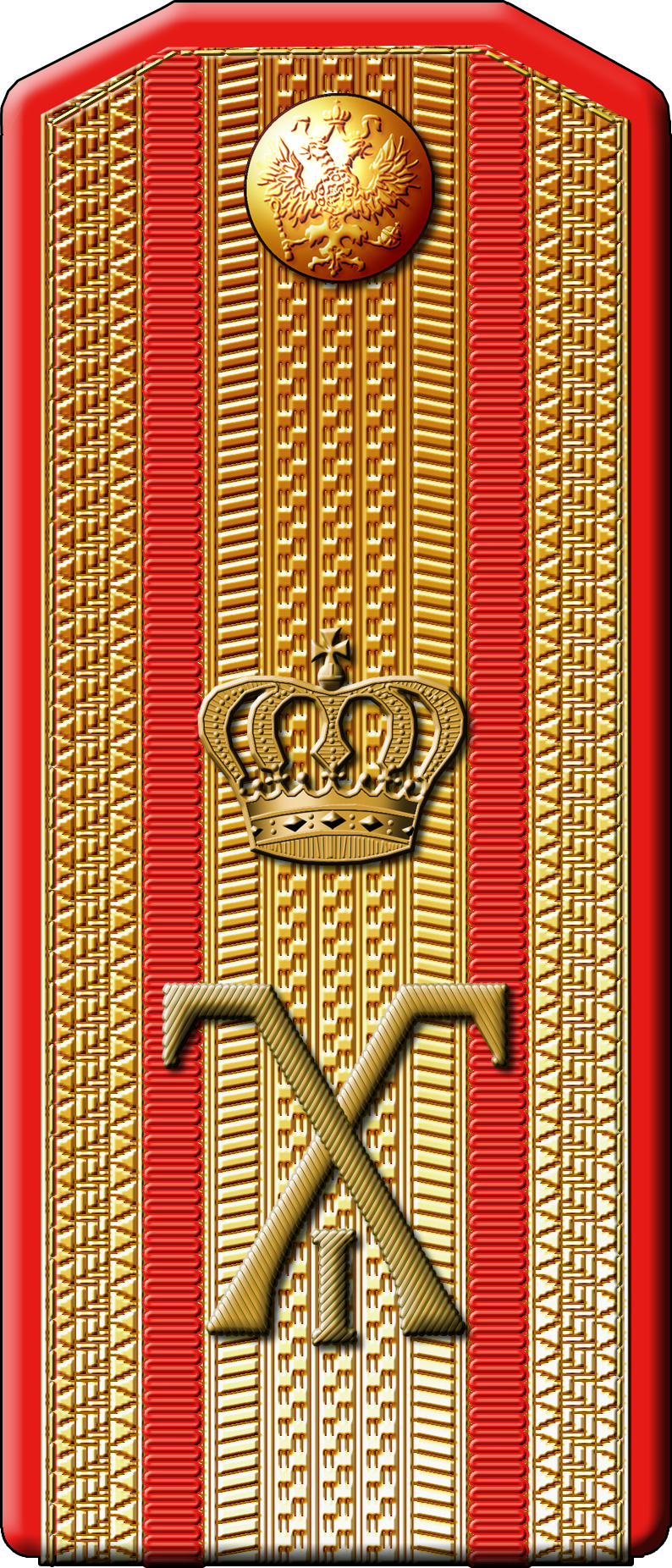
1º Reggimento fanteria "Neva"
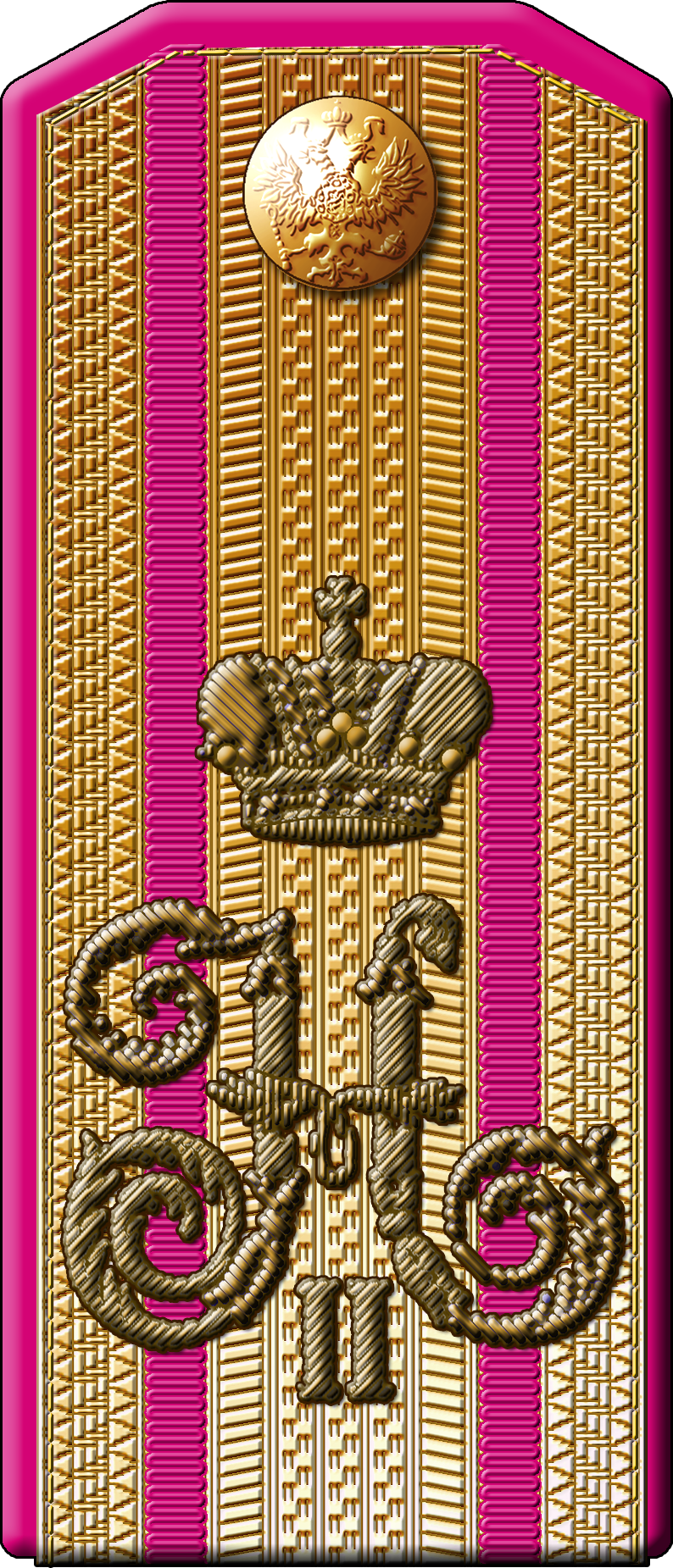
1º Reggimento fucilieri siberiani di Sua Maestà
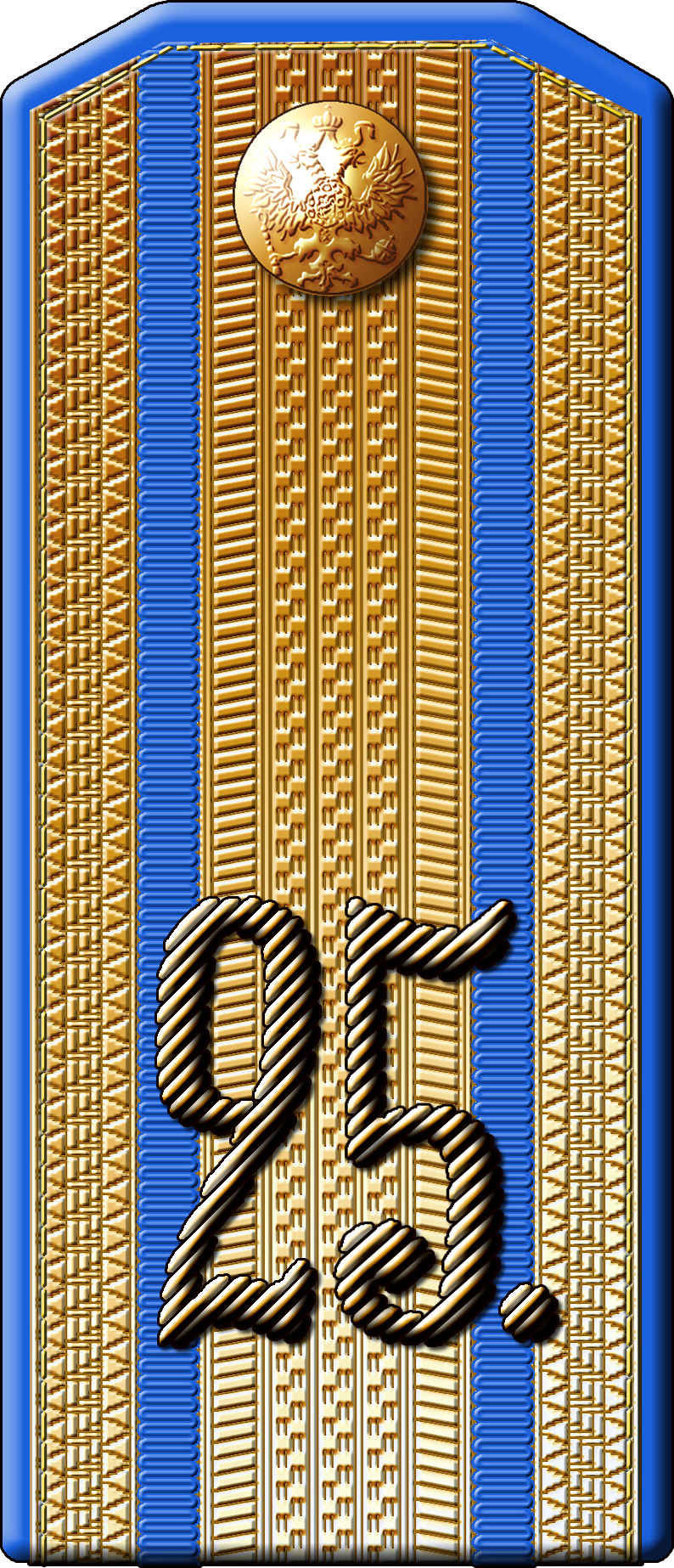
25ª Divisione fanteria
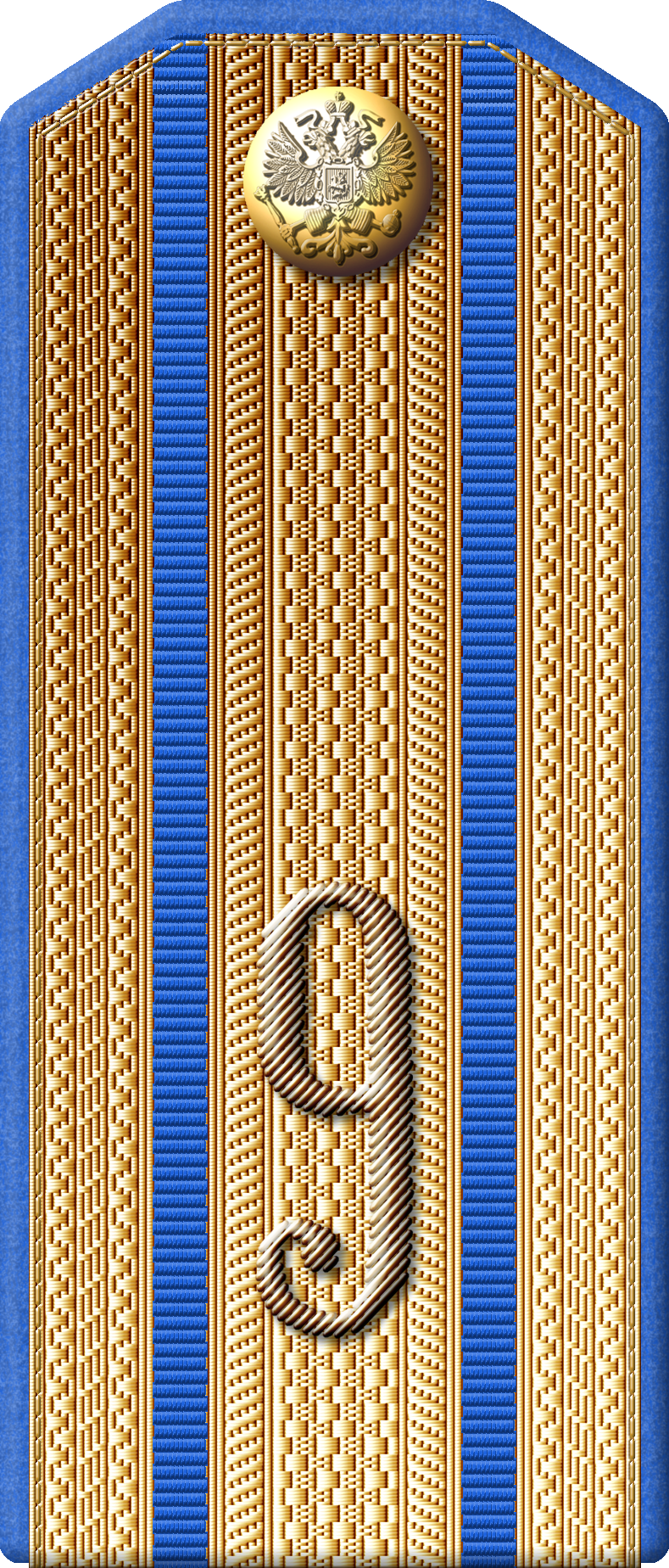
9º Reggimento fanteria "Ivangorod"

### Unione Sovietica
L'Armata Rossa reintrodusse il grado di polkovnik nel 1935.

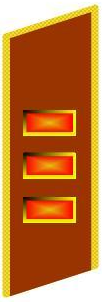
Mostrina per bavero colletto Forze terrestri dell’Armata Rossa (1935-1940)
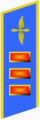
Mostrina per bavero colletto Forza aerea (1935-1940)
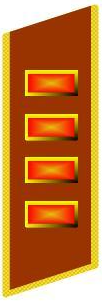
Mostrina per bavero colletto Forze terrestri dell’Armata Rossa (1940-1943)
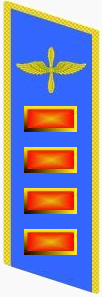
Mostrina per bavero colletto Forza aerea (1940-1943)
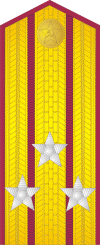
Controspallina fanteria/fanteria motorizzata Armata Rossa (1943-55)

Controspallina per uniforme da parata Foze terrestri (1955-1994), poi nuovamente dal 2010
Per Truppe aerotrasportate, Forze aeree, Aviazione della Difesa aerea (1955-1994), poi nuovamente dal 2010
Uniforme ordinaria Forze terrestri fino al 2010
Per uniforme Truppe aerotrasportate fino al 2010
Per uniforme Forze aeree fino al 2010
Uniforme da campo fino al 2010

| Gradi militari dell'Unione Sovietica e della Federazione Russa |                       |                                               |
| Grado inferiore Podpolkovnik (Подполко́вник)                    | Polkovnik (Полковник) | Grado superiore Major General (Генерал-майор) |
| Grado inferiore Podpolkovnik (Подполко́вник)                    | Polkovnik (Полковник) | Grado superiore Kombrig Комбриг               |

### Nei paesi d'influenza russa
- Azerbaigian – polkovnik
- Bielorussia — палкоўнік (palkoŭnik)
- Bosnia ed Erzegovina — pukovnik
- Bulgaria — полковник (polkovnik)
- Croazia — pukovnik
- Estonia - polkovnik
- Georgia — პოლკოვნიკი (polkovniki)
- Lettonia — pulkvedis
- Lituania — pulkininkas
- Macedonia del Nord — полковник (polkovnik)
- Montenegro — пуковник  (pukovnik)
- Polonia — pułkownik
- Rep. Ceca — plukovník
- Russia — полковник (polkovnik)
- Serbia — пуковник  (pukovnik)
- Slovacchia — plukovník
- Slovenia — polkovnik
- Ucraina — полковник (polkovnik)

## I gradi omologhi nel resto del mondo
Di seguito è riportata una lista dell'equivalente del grado per le principali forze armate mondiali:
 AlbaniaKolonel
 Arabia Saudita'Aqid (عقيد)
 ArgentinaCoronel 
 AustraliaColonel
 AustriaOberst
 Belgio(NL) Kolonel; (FR) Colonel
 Brasile?
 BulgariaPolkovnik
 CanadaColonel
 CileCoronel
 CinaShang-xiao (上校)
 ColombiaCoronel
 Corea del NordSangjwa (상좌)
 Corea del SudDaeryeong (대령)
 CroaziaBrigadir
 CubaCoronel
 DanimarcaOberst
 Egitto'Aqid (عقيد)
 EstoniaKolonel
 FinlandiaEversti
 FranciaColonel 
 GermaniaOberst
 GiapponeIttō-rikusa、一等陸佐(Rikugun-Taisa、陸軍大佐)
 GreciaSyntagmatarchis (Συνταγματάρχης)
 IndiaColonel
 IranSarhang (سرهنگ)
 Iraq'Aqid (عقيد) i
 IrlandaCoirnéal
 IsraeleAluf Mishne (אלוף משנה)
 LettoniaPulkvedis
 LituaniaPulkininkas
 MessicoCoronel
 NorvegiaOberst
 Nuova ZelandaColonel
 Paesi BassiKolonel
 PakistanColonel
 PerùCoronel
 PoloniaPułkownik
 PortogalloCoronel
 Regno UnitoColonel
 RomaniaColonel
 RussiaPolkovnik (Полко́вник)
 SpagnaCoronel
 Siria'Aqid (عقيد)
 SloveniaPolkovnik
 SveziaÖverste
 Stati UnitiColonel  
 SudafricaColonel
 Taiwan?
 TurchiaAlbay
 UruguayCoronel
 VenezuelaCoronel

## Distintivi di grado

Argentina - Coronel
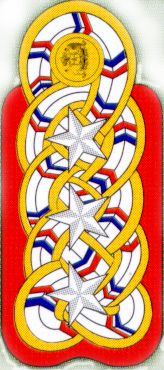
Cile (Esercito) - Coronel
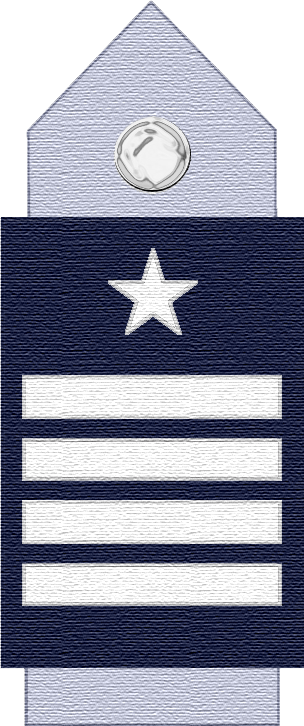
Cile (Aviazione) - Coronel
Colombia - Coronel
Egitto - 'aqid (عقيد)
Grecia - Syntagmatarchis (Συνταγματάρχης)
Italia - Colonnello
Paesi Bassi - Kolonel
Polonia - Pułkownik
Portogallo - Coronel
Romania - Colonel
Russia - Polkovnik (Полковник)
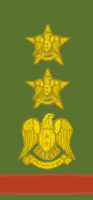
Siria - 'Aqid (عقيد)
Svezia - Överste
Thailandia - Phan Ek (พันเอก)
USA - Colonel

### Riferimenti normativi
- Decreto legislativo 15 marzo 2010, n. 66, in materia di "Codice dell'ordinamento militare" aggiornato.
- Decreto del presidente della Repubblica 15 marzo 2010, n. 90, in materia di "Testo unico delle disposizioni regolamentari in materia di ordinamento militare" aggiornato
- https://nso.nato.int/nso/zPublic/ap/PROM/APersP-01%20EDA%20V1%20E.pdf[collegamento interrotto], Bruxelles, https://nso.nato.int/nso/zPublic/stanags/CURRENT/2116EFed07.pdf[collegamento interrotto].

### Testi
- Riccardo Busetto, Il dizionario militare. Dizionario enciclopedico del lessico militare, Bologna, Zanichelli, 2004, ISBN 978-88-08-08937-3.
- Alessandro Fraschetti, La prima organizzazione dell'Aeronautica militare in Italia dal 1884 al 1925, Roma, Stato Maggiore Aeronautica – Ufficio Storico, 1986.